# Osztrák Tudományos Akadémia
Az Osztrák Tudományos Akadémia (Österreichische Akademie der Wissenschaften - ÖAW) egy központi tudományos intézmény Ausztriában, melynek feladata az egyetemeken kívül történő kutatás támogatása és a tudomány képviselete. Székhelye Bécsben található. A Magyar Tudományos Akadémiához képest viszonylag későn, 1847. május 14-én alapította I. Ferdinánd osztrák császár, német és francia példára.
Az Osztrák Tudományos Akadémia hagyományosan az „Österreichische Volkspartei”-hoz áll közel, ami kifejezi jobbközép politikai hátterét. A tisztségek elosztásában és a tájékoztatásban viszont kívánatos lenne a politikai függetlenség.
Jóval korábban, Mária Terézia idején (1750 körül) is voltak már tervek egy angol ill. francia mintára létrehozandó tudományos akadémiáról. Alapítása után, a 19. század ötvenes éveiben megkezdődött a kutatómunka. A szellemi tudományok területén történelmi forrásmunkák kiadására került sor, mint például a „Biographische Lexicon des Kaisertums Österreich”. Régészeti kutatóexpedíciók indultak útnak Kis-Ázsiába, Dél-Arábiába és Núbiába. Nyelvészeti kutatások folytak a Balkánon és a Közel-Keleten. 1899-ben a bécsi Akadémia dicsekedhetett elsőként Európában egy fonogramarchívummal.
Széles körben folytak a természettudományos kutatások is. A híres „Novara” hajó föld körüli expedícióját az Akadémia támogatta. A sarkkutatások terén is elöl jártak az osztrák tudósok. Az Akadémia fennállásának első évtizedében úttörő munkát végzett: 1851-ben megalapította a meteorológiát és a föld mágnesességét kutató intézetet, a „Zentralanstalt für Meteorologie und Erdmagnetismus”-t. Ezt követte a 20. század elején az „Institut für Radioumforschung” (magyarul rádiumkutató intézet) létrehozása. Az Osztrák Tudományos Akadémia a „Kartell der deutschen Akademien” (1893) és az „Internationale Assoziation der Akademien” egyik alapító tagja (1899).
Az Osztrák Tudományos Akadémia számos egyetemi kutatóintézmény mellett ma Ausztria legfontosabb kutatóintézményének nevezheti magát. Ez legfőképpen a nemzetközi szervezetekkel és kutatóprogramokkal való együttműködésnek köszönhető.

## Az Akadémia elnökei
- 1847–1849 Joseph von Hammer-Purgstall
- 1849–1851 nem volt betöltött
- 1851–1865 Andreas von Baumgartner(wd)
- 1866–1869 Theodor von Karajan(wd)
- 1869–1878 Carl von Rokitansky
- 1879–1897 Alfred von Arneth(wd)
- 1898–1911 Eduard Suess
- 1911–1914 Eugen Böhm von Bawerk
- 1915–1919 Viktor von Lang(wd)
- 1919–1938 Oswald Redlich(wd)
- 1938–1945 Heinrich von Srbik(wd)
- 1945–1946 Ernst Späth(wd)
- 1946–1951 Heinrich von Ficker(wd)
- 1951–1963 Richard Meister(wd)
- 1963–1969 Erich Schmid (wd)
- 1969–1970 Albin Lesky(wd)
- 1970–1973 Erich Schmid
- 1973–1982 Herbert Hunger(wd)
- 1982–1985 Erwin Plöckinger(wd)
- 1985–1987 Hans Tuppy(wd)
- 1987–1991 Otto Hittmair(wd)
- 1991–2003 Werner Welzig(wd)
- 2003–2006 Herbert Mang(wd)
- 2006–2009 PPeter Schuster(wd)
- 2009–2013 Helmut Denk (wd)
- 2013–2022 Anton Zeilinger
- 2022 júliusa óta: Heinz Fassmann

## Magyar tagjai
- Alföldi András (1895–1981) régész, ókortörténész
- Csizmadia Andor (1910–1985) jogtörténész
- Domanovszky Sándor (1877–1955) művelődéstörténész
- Környey István (1901–1988) orvos, ideggyógyász
- Petzval József (1807–1891) mérnök-matematikus (Tag:1849)
- Pécsi Márton (1923–2003) földrajztudós, geomorfológus
- Reviczky Ádám (1786–1862) jogász, politikus
- Tárczy-Hornoch Antal (1900–1986) geodéta, bányamérnök